# Quercus benkoi
Quercus benkoi är en bokväxtart som beskrevs av Vilmos Mátyás. Quercus benkoi ingår i släktet ekar, och familjen bokväxter.
Artens utbredningsområde är Ungern. Inga underarter finns listade.